# Artabotrys crassipetalus
Artabotrys crassipetalus este o specie de plante angiosperme din genul Artabotrys, familia Annonaceae, descrisă de François Pellegrin. Conform Catalogue of Life specia Artabotrys crassipetalus nu are subspecii cunoscute.